# سعادة الدارين في الصلاة على سيد الكونين
سعادة الدارين في الصلاة على سيد الكونين، كتاب في الصلاة على النبي محمد من تأليف يوسف النبهاني، جمع فيه فضائل الصلاة على النبي محمد، ثم جمع ما يزيد على سبعين صيغة للصلاة على النبي.